# Національний парк Сахама
Національний парк Сахама (ісп. Parque Nacional Sajama) — національний парк, розташований в гірському масиві Кордильєри-Оксиденталь на території департаменту Оруро, Болівія. Поруч з цим парком, у Чилі, розташований Національний парк Лаука.
Парк містить видовишні ландшафти цього регіону, висоти досягають тут від 4200 до 6542 м. На території парку розташована засніжена вершина Невадо-Сахама, найвища вершина Болівії, та гірська група Невадос-де-Паячата.
| Болівія | Це незавершена стаття з географії Болівії. Ви можете допомогти проєкту, виправивши або дописавши її. |

1. ↑  GeoNames — 2005.